# Burg (Lérida)
Burg es una localidad española del municipio de Farrera, perteneciente a la provincia de Lérida, en la comunidad autónoma de Cataluña.

## Toponimia
El lugar puede aparecer referido con las grafías «Burg» y «Burch».

## Historia
Hacia mediados del siglo XIX, el lugar, por entonces con ayuntamiento propio, tenía contabilizada una población de un centenar de habitantes. Aparece descrito en el cuarto volumen del Diccionario geográfico-estadístico-histórico de España y sus posesiones de Ultramar de Pascual Madoz con las siguientes palabras:

BURCH: l. con ayunt. en la prov. de Lérida (30 horas), part. jud. de Sort (4 1/2), aud. terr. y c. g. de Cataluña (Barcelona 51), dióc. de Urgel (9), oficialato de Tirbia: sit. en la suave pendiente de una pequeña cuesta, debajo de una elevada montaña; le combaten los vientos del N., y el clima aunque frio, es bastante saludable, no padeciéndose comunmente otras enfermedades que calenturas catarrales y pulmonias. Consta de 11 casas, una fuente é igl. parr. (San Bartolomé) servida por un cura de nombramiento del ordinario en concurso general. Confina el térm. con Aynet, Tirbio, Ferrera y Montesdado; en él se hallan algunas fuentes naturales de buenas y saludables aguas, y un pequeño arroyo que nace en sus montes, y sin bañar pueblo alguno desemboca al r. Noguera Pallaresa. El terreno montuoso, con muy poco llano y generalmente pedregoso, está poblado por la parte de S. y E con montes de pinos y otros arbustos. Hay un solo camino que desde el interior de la prov. conduce á la pobl. pasando por Tirvia y Farrera; la correspondencia la reciben de Llaborsi por balijero, los domingos y jueves de cada semana. prod.: centeno, patatas, legumbrse y buenos pastos; ganado vacuno, mular, y lanar; caza de perdices, conejos, liebres, cabras monteses y aves de paso. ind.: esportacion y venta de un poco de ganado. pobl.: 17 vec., 100 alm. cap. imp.: 30,871 rs.
(Madoz, 1846, p. 501)

El municipio de Burg desapareció de cara al censo de 1857 y su territorio pasó a formar parte del de Farrera. En 2022, la entidad singular de población tenía empadronados 35 habitantes y el núcleo de población, los mismos.

## Patrimonio
Hay en el lugar una iglesia de San Bartolomé.